# Pierre Calmeyn
Pierre Louis Joseph Antoine Calmeyn, ook genaamd Calmeyn-Orban (Brussel, 26 februari 1825 - aldaar, 11 september 1890) was een Belgisch advocaat en volksvertegenwoordiger.

## Biografie
Pierre Calmeyn was een zoon van Joseph Calmeyn, raadsheer in het Hof van Cassatie en Emilie-Sophie Bortier, zus van Pieter Bortier. Hij trouwde in 1856 in Luik met Mathilde Orban (1833-1924), dochter van Henri Orban, industrieel en lid van het Nationaal Congres. Ze kregen een zoon en drie dochters.
- Marie Calmeyn (1857-1932), trouwde in 1877 in Brussel met Louis Orban de Xivry (1848-1885). Ze kregen een zoon, maar zonder afstammelingen.
- Hélène Calmeyn (1858-1934), trouwde in 1878 in Brussel met burggraaf Julien Davignon, senator, volksvertegenwoordiger en minister van Buitenlandse Zaken. Ze kregen twee zoons en drie dochters, met afstammelingen tot heden.
- Hortense Calmeyn (1860-1916), trouwde in 1881 in Brussel met baron Henri Orban de Xivry (1857-1930), schepen van La Roche-en-Ardenne en provincieraadslid van Luxemburg, zoon van Henri Orban de Xivry, burgemeester van La Roche-en-Ardenne en voorzitter van de provincieraad van Luxemburg. Ze kregen drie zoons en twee dochters, met afstammelingen tot heden.
- Maurice Calmeyn (1863-1934), vrijmetselaar en maatschappijcriticus, trouwde in 1919 in Parijs met Jeanne Heim (1886-1961), Franse actrice. Het huwelijk bleef kinderloos.

Hij promoveerde tot doctor in de rechten aan de Université libre de Bruxelles (1850) en behaalde nog eens hetzelfde doctoraat aan de Université de Liège (1851).
In 1854 werd hij verkozen tot katholiek volksvertegenwoordiger voor het arrondissement Veurne. Hij zetelde tot in 1857.